# Salvador Cisneros Betancourt
Salvador Cisneros Betancourt, markiz Santa Lucia (wymawiane [sisnẹros betankụr]; ur. 10 lutego 1828 w Puerto Principe niedaleko Camaguey, zm. 28 lutego 1914 w Hawanie) – kubański działacz narodowy (niepodległościowy) i inżynier, posiadacz ziemski, uczestnik wojny z 1868–1878, prezydent Republiki Kuby od 1873 do 1875, a później – od 1895 do 1897 – przewodniczący powstańczego rządu (rady rządowej) Kuby podczas walk o niepodległość kraju, po uzyskaniu przez Kubę niepodległości senator, przeciwnik ingerowania Stanów Zjednoczonych w sprawy kraju.